# Mamokgethi Setati
Rosina Mamokgethi Setati-Phakeng (née Mmutlana, le 1er novembre 1966 à Ga-Rankuwa) est une mathématicienne sud-africaine qui enseigne et occupe divers postes à l'université d'Afrique du Sud. En 2002 elle devient la première femme noire sud-africaine à obtenir un doctorat en enseignement des mathématiques.

## Enfance et formation
Mmutlana est née le 1er novembre 1966 à Eastwood, Pretoria de Frank Mmutlana et Wendy Mmutlana (née Thipe).
 
Sa mère travaille comme domestique et ouvrière dans une usine, elle est retournée à l'école après la naissance de ses trois enfants pour atteindre le niveau Form 3 ce qui lui permet de passer le Primary Teachers Certificate et d'enseigner. Son père, Frank Mmutlana, est l'un des premiers présentateurs radio noirs à la South African Broadcasting Corporation (SABC).
Elle commence l'école en 1972 au village de Marapyane et divers établissements dont le village rural d'Hebron au College of Education.
Elle obtient un BSc en mathématiques pures à l'université du Nord-Ouest, puis un MSc en enseignement des mathématiques à l'université du Witwatersrand suivi d'un Ph.D. en enseignement des mathématiques dans la même institution en 2002. Sa thèse est intitulée « Language Practices in Intermediate Multilingual Mathematics Classroom » sous la direction de Jill Adler. Elle devient alors la première femme noire sud-africaine à obtenir un tel diplôme.
En septembre 2022, Mamokgethi Phakeng a remporté la première médaille africaine de l'éducation (Africa Education Medal). Mamokgethi Phakeng a été choisie pour son engagement en faveur de la promotion de l’éducation en Afrique, notamment pour ses recherches portant sur les pratiques linguistiques dans les classes de mathématiques multilingues..

## Publications
- Researching possibilities in mathematics, science and technology education, 2009
- Language practices in intermediate multilingual mathematics classrooms

## Prix et distinctions
Tout au long de sa vie, Kgethi- comme elle est surnommée affectueusement- a reçu de nombreux prix pour l'excellence de son travail. Parmi ces distinctions :
- Inspiring Fifty South Africa
- Prix CEO Magazine pour être la « femme ayant le plus d'influence en éducation et en formation en Afrique du Sud » (août 2013).
- Prix NSTF pour être « la chercheuse noire sénior la plus remarquable des 5 à 10 dernières années en reconnaissance de ses recherches innovantes et de qualité dans l'enseignement et l'apprentissage des mathématiques dans des classes multilingues » (Mai 2011).
- Membre honoraire de la Golden key International Society (2009).
- Membre honoraire de l'Association of Mathematics Education of South Africa (AMESA) (2009).
- Reconnue comme l'une des trois meilleures Femmes de Recherche par la NRF pour 2006.
- finaliste de l'Amstel Salute to Success (2005).
- Prix de la recherche Dr. Khambule de la « plus remarquable jeune chercheuse noire » pour 2003, décerné par la NSTF (2004).
- Outstanding Service Award (catégorie Éducation), décerné par le Sunday Sun et la Christ Centred Church (2004).
- Femme de l'année en Afrique du Sud (une des trois finalistes) dans la catégorie Science et Technologie (2003).
- Prestige National Award South Africa’s Inspirational Women Achievers Award, décerné par RCP Media, (2003).
- Prix Thuthuka de la NRF (2003–2008).
- Membre de la National Research Foundation/National Science Foundation USA/SA (2001 ; 2003)
- Prix Mellon (1998 – 2000)
- Prix SAB Women in Rural Areas (1997)[6].

## Postes et responsabilités
- Vice Principal chargée de la Recherche et de l'Innovation, à l'université d'Afrique du Sud[7].

- Présidente du College of Science Engineering and Technology[8] de l'université d'Afrique du Sud[9].

- Professeure honoraire de l'université du Witwatersrand[10].

- Professeure extraordinaire de l'université de technologie de Tshwane[11].

- Vice-présidente du National Committee for the International Mathematics Union [12].

- Curatrice de la Fondation First Rand[13].

- Curatrice de la Fondation Telkom SA[14].

- Membre du Bureau directeur du Conseil international pour la science pour l'Afrique du Sud[15].

- Directrice générale de Pythagoras[1].

## Vie personnelle
Mamokgethi Setati a été mariée à Richard Setati durant 19 années (1988–2007) et ils ont eu un fils Tsholofelo en 1990.
En 2012, elle épouse Madimetja Lucky Phakeng, ce qui ajoute la mention "Phakeng" à son nom. Lucky Phakeng est un avocat à la tête du Groupe de règlement des OPA.

## Activités sociales
En 2004, Kgethi fonde « Adopt-A-Learner », une organisation à but non lucratif visant à reconnaître, promouvoir et encourager l'excellence des apprentissages en mathématiques et en sciences dans les écoles noires. 
Kgethi siège au Conseil consultatif de la Fondation Thusanani  est une organisation à but non lucratif pour la jeunesse dont l'objectif est de combler le fossé en matière d'information sur l'éducation entre les étudiants de milieu rural et leurs camarades citadins. Fondée en 2011 par Morris Masutha et NtandoKabawo James, cette fondation est officiellement lancée par le président de la République d'Afrique du Sud, Jacob Zuma, à l'université du Witwatersrand, le 10 novembre 2014.